# Берругете, Алонсо
Алонсо Берругете, Алонсо Гонсалес де Берругете (исп. Alonso Berruguete, ок. 1486, Паредес-де-Нава, провинция Паленсия — 1561, Толедо) — испанский скульптор, живописец-маньерист и архитектор испанского Возрождения.

## Биография

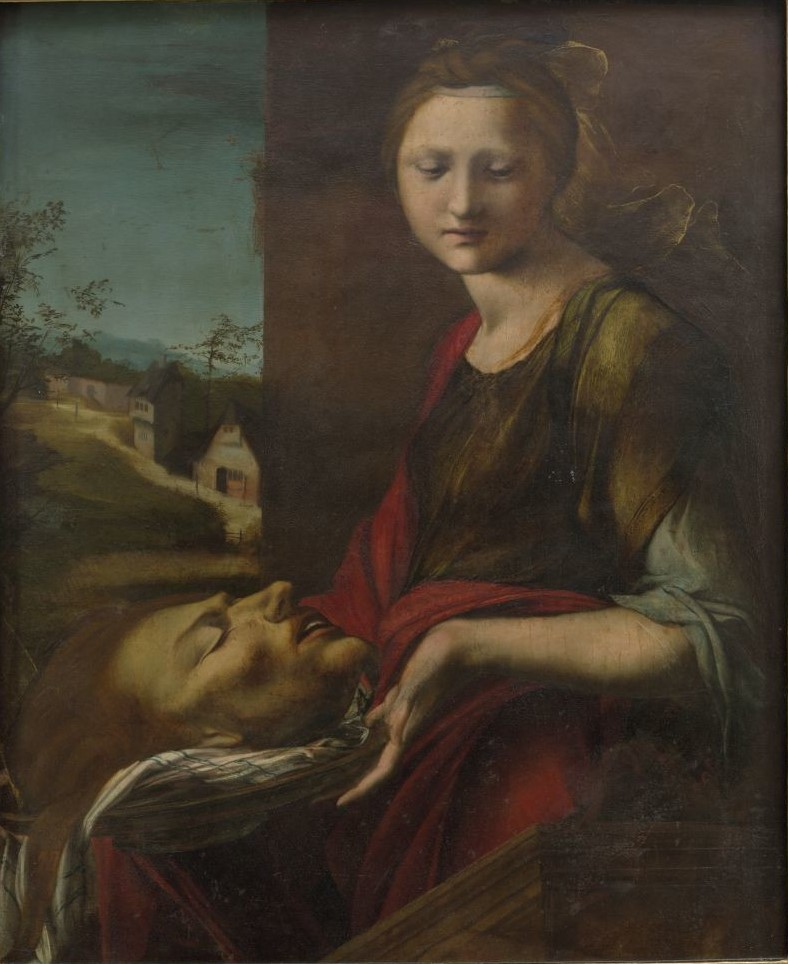
Алонсо Берругете Саломея

Алонсо Берругете родился в семье художника Педро Берругете, после смерти отца учился в Италии (Рим, Флоренция), был знаком с Браманте и Леонардо да Винчи, как живописец испытал влияние Понтормо, знал творчество Микеланджело. Влияние последнего прослеживается в работах Берругете, однако оно не может скрыть индивидуальности испанца.
По возвращении на родину в 1517 году Берругете много работал как живописец (стал придворным художником Карла V), но лучшие его работы — скульптурные. Он работал таких городах, как Авила, Бургос, Вальядолид, Мадрид, Гранада, Толедо. В кастильских традициях он использовал в качестве материала дерево, часто пользуясь его полихромной росписью.

## Творчество
Податливое дерево позволило скульптору передать в изломанных формах, в резких поворотах фигур («Патриарх», «Св. Себастьян», «Моисей» и др.) яростную иногда барочную напряжённость, столь характерную для испанцев этой эпохи и столь далёкую от спокойной мощи сходных итальянских образцов. Во многом именно творчеству Берругете обязана своим расцветом в XVII веке знаменитая деревянная полихромная скульптура, трагическая и натуралистическая одновременно, тематически связанная, по большей части, со страстями Иисуса Христа.